# (49501) Basso
(49501) Basso (1999 CN10) – planetoida z grupy pasa głównego asteroid okrążająca Słońce w ciągu 5,43 lat w średniej odległości 3,09 j.a. Odkryta 13 lutego 1999 roku.